# Casas de Requena
El caserío de las Casas de Requena es una pedanía en el término municipal de Enguera, en la provincia de Valencia, Comunidad Valenciana, España.

## Localización
- Situada a 832 m s. n. m. de altitud, se sitúa en la Cañada Molina , junto a la rambla de Las Arenas (781 m s. n. m.), a 22 km al sudoeste de Enguera y a 92 km de Valencia.

- El caserío se encuentra enclavado en el corazón de la Sierra del macizo del Caroig rodeado por bosques de pinos, paisajes de singular belleza y un gran número de fuentes. Limita al N con el paraje de Los Altos, el término de Ayora y la zona de La Matea, al S con el término de Fuente la Higuera, al E con Los Altos y al O con el término de Ayora.

- Su clima es mediterráneo-continental, frío en invierno con precipitaciones a veces en forma de nieve, y caluroso en verano con noches frescas.

- Puede accederse desde la carretera CV-590 entre Enguera y Ayora, o desde la autovía A-35 (Valencia-Albacete) por Mogente o bien por Fuente la Higuera.